# Per-Olof Serenius
Per-Olof Serenius (ur. 9 marca 1948 w Hedemorze) – szwedzki żużlowiec, specjalizujący się w wyścigach na lodzie. Z zawodu jest strażakiem.
W świecie sportowym jest postacią wyjątkową. Sport żużlowy zaczął uprawiać w bardzo późnym wieku, mając 28 lat. Przez kilkadziesiąt kolejnych lat znajdował się w ścisłej światowej czołówce. W finałach indywidualnych mistrzostw świata uczestniczył 33 razy, pięciokrotnie zdobywając medale: dwa złote (1995, 2002) oraz trzy srebrne (1982, 1991, 1994). Jest wielokrotnym medalistą drużynowych mistrzostw świata, w tym trzykrotnie złotym (1985, 1995, 2002). W latach 1980–2012 dwadzieścia dwa razy zdobył tytuły indywidualnego mistrza Szwecji. W 2014 r. odniósł kolejny sukces, w finale mistrzostw Szwecji zajmując II miejsce (za Stefanem Svenssonem). W 2015 r. zakończył międzynarodową karierę żużlową, zwyciężając z kompletem punktów w indywidualnych mistrzostwach Niemiec.
Był bohaterem dokumentalnego filmu Icy Riders (2008), poświęconego żużlowcom ścigającym się na lodzie.
W 2011 r., w wieku 62 lat, wstąpił w związek małżeński, czekając 40 lat na przyjęcie oświadczyn przez swoją wybrankę.